# Automatic Vehicle Identification
Automatic Vehicle Identification (AVI, ou IAV em português) é um sistema de identificação automática de veículos que pode-se caracterizar por utilizar tanto a rádio frequência (RFID), bem como a identificação da placas de veículos (ANPR - Automatic number plate recognition) por processos de OCR.

## Utilização no Brasil
Está em implantação um projeto governamental que se chama SINIAV (Sistema Nacional de Identificação de Automóveis), que tem por objetivo avaliar a documentação de veículos online num sistema de antenas distribuídas pela cidade e que pode fazer um rastreamento completo dos veículos.

## Pedágios e outros serviços de pagamento
No Brasil desde 2001, em operação no setor de pedágios, estacionamentos e abastecimento de combustível, existem o Sem Parar/Via Fácil, o Conectcar, Movemais, AQPasso e Veloe, que têm por finalidade administrar e comercializar estes TAGs para uso pelos usuários.